# Крылов, Дмитрий Викторович
Дмитрий Викторович Крылов (3 июля 1936, Куйбышев — 7 октября 1989, Саратов) — советский игрок в хоккей с мячом, судья.

## Биография
Родился в Куйбышеве, жил по соседству со стадионом «Локомотив». С 1950 года выступал в первенстве города за детский «Локомотив».
Судить начал в 1957 году. Судил матчи команд высшей лиги по хоккею с мячом — 1960—1978. Был арбитром матчей чемпионата мира (1977), кубка европейских чемпионов (1975) и турнира на призы газеты «Советская Россия» (1976).
Также был футбольным арбитром (1963—1972).
семья
- Николай Крылов — брат

## Достижения
хоккей с мячом
- судья республиканской категории (1960)
- судья всесоюзной категории (1976)
- арбитр ИФБ (1976)
- Список 10 лучших судей Федерации хоккея с мячом СССР (России): 1974, 1977